# Dominic Montserrat
Dominic Alexander Sebastian Montserrat (Slough, 2 gennaio 1964 – Londra, 23 settembre 2004) è stato un egittologo e papirologo britannico.

## Biografia
Montserrat studiò egittologia presso la Durham University, conseguendo il PhD in lettere classiche presso la University College, specializzandosi in papirologia greca, copta e egizia. Dal 1992 al 1999 ha insegnato lettere classiche alla Università di Warwick. Sofferente di emofilia fin dalla nascita, la sua cagionevole salute lo portò ad abbandonare l'insegnamento nel 1999, iniziando una ricerca nel dipartimento di lettere classiche della The Open University. Nel 2004 morì a causa della sua malattia, all'età di 40 anni.
Nonostante la malattia, Montserrat fu incredibilmente produttivo durante la sua breve vita accademica: fu membro del comitato della Egypt Exploration Society, per la quale pubblicò con regolarità, e fu curatore della mostar itinerante chiamata Ancient Egypt: Digging For Dreams, per conto del Petrie Museum of Egyptian Archaeology. Ha presentato una serie di documentari televisivi, The Egyptian Detectives, una produzione di National Geographic Channel e Channel 5.
Nel suo libro d'esordio del 1996 intitolato Sex and Society in Graeco-Roman Egypt, Montserrat presentà un ampio studio sull'antica sessualità e sulle sue manifestazioni culturali nell'Egitto greco-romano. Il suo secondo libro parlava della vita al tempo del 'faraone eretico' Akhenaton (2000).

## Opere
- Sex and Society in Graeco-Roman Egypt, Londra e New York: Kegan Paul, 1996, ISBN 0-7103-0530-3
- From Constantine to Julian: Pagan and Byzantine Views. A Source History, Londra e New York: Routledge, 1996 (coeditore), ISBN 0-415-09335-X
- Akhenaten: History, Fantasy and Ancient Egypt, Londra e New York: Routledge, 2000, ISBN 0-415-18549-1